# Мыттус, Арво
Арво Мыттус (эст. Arvo Mõttus; 8 февраля 1926, волость Сару, Вырумаа, Эстония — 10 июня 2010, Таллин, Эстония) — советский борец вольного и греко-римского стиля, самбист, призёр чемпионатов СССР, мастер спорта СССР. Судья по вольной борьбе.

## Биография
Борьбой начал заниматься в 1947 году в таллинской спортивной школе «Калев», под руководством тренеров Бориса Сюллусе и Эдгара Пуусеппа. В апреле 1953 года в Тбилиси он стал вторым на чемпионате СССР, победителем стал Николай Музашвили. В декабре 1955 года в финале чемпионата СССР уступил Линару Салимуллину, На Олимпийских соревнованиях по борьбе 1956 года в Мельбурне он был резервным членом сборной Советского Союза вместе с Йоханнесом Коткой и Энделем Сааром, однако никто из них в играх не принимал участие. Он становился чемпионом Эстонии 18 раз: 1950–57, 1959–60, 1962–63, 1965–66 и 1971 по вольной борьбе, 1954 по греко-римской борьбе, а в 1954 и 1962 годах также по самбо. В 1953 году получил звание мастер спорта СССР по вольной борьбе. После окончания спортивной карьеры работал в таллиннской специальной индустриальной школе № 49 в с 1950 по 1952 годы, инструктором-воспитателем, с 1952 по 1955 годы работал учителем физики в школе №36 Таллина, с 1955 по 1960 годы был инструктором в клубе «Калев», с 1960 по 1991 годы работал преподавателем физкультуры в таллинском педагогическом институте, а с 1991 по 2000 годы был тренером-преподавателем в Эстонской спортивной гимназии. Был председателем борцовского совета федерации спортивной борьбы Эстонии. Он писал учебники по борьбе и публиковал статьи о борьбе в периодических изданиях.

## Спортивные результаты
- Чемпионат СССР по вольной борьбе 1953 — ;
- Чемпионат СССР по вольной борьбе 1955 — ;

## Работы
- Борцовская квалификация и терминология» (1963)
- Вольная борьба» (1981)
- Обучение вольной борьбе» (1990)
- Вальс странника» (1995)